# Rucka Rucka Ali
Rucka Rucka Ali, annars känd som bland annat ItsRucka, född 27 januari 1987 i Jerusalem är en amerikansk-israelisk rappare, komiker, Youtubare och singer-songwriter. År 2024 hade har samlat på sig över 450 miljoner visningar och cirka 1.76 miljoner prenumeranter på sin musikkanal på YouTube. Han är främst känd för att göra parodier med innehåll av svart humor på olika kända låtar. Även om han påstår att hans låtar är parodier, så har han ändå blivit avstängd från Youtube flera gånger för innehåll som företaget anser bryter mot dess policy för hatretorik.

## Biografi

### Uppväxt
Rucka Rucka Ali föddes den 27 Januari, 1987 i Jerusalem, men växte upp i West Bloomfield Township som ligger norr om staden Detroit i delstaten Michigan i USA. Hans familj var Jemenitiskt Ortodox judiska, men han uppgav senare att han hade lämnat den livsstilen när han växte upp.

## Karriär
Rucka Rucka Ali har släppt totalt åtta album, varav fyra har listats på Billboard Top Comedy Albums: I'm Black, You're White & These Are Clearly Parodies nådde 6:e plats, Probably Racist nådde 11:e plats, Rucka's World nådde 8:e plats och Black Man of Steal nådde 7:e plats. Under veckorna mellan 31 juli 2010 till 7 augusti 2010 innehade Rucka Rucka Ali 5 av de 10 bästa platserna på Billboard Comedy Digital Tracks-listan.

## Kontroverser
I juni 2010 blev tre brittiska studenter tillrättavisade efter att ha visat Rucka Rucka Alis musikvideo för hans parodi "Ima Korean" till sin klass samtidigt som de studerar olika länders musiktraditioner. En sydkoreansk elev var "förkrossad, upprörd, mycket förolämpad och kände sig mycket ensam" och var det enda östasiatiska barnet i klassen. En biträdande rektor, Len Idle, sa att låten var "probably racist", alltså "förmodligen rasistisk" på engelska. Rucka Rucka Ali valde senare citatet som titel på sitt nästa album, Probably Racist, och det albumet består av bland annat låten "We're All Asian" som är en parodi på Bruno Mars låt, "Just The Way You Are", där han sarkastiskt tackade Idle för hans åsikt, innan han hånfullt konstaterade att "Idle förmodligen var homosexuell med Aids".
Den 24 juli 2013 släppte Rucka Rucka Ali låten "Zayn Did 9/11" (en parodi på Selena Gomez låt, "Come & Get It") på YouTube, i låten hånade han One Direction medlemmen Zayn Malik, då han på skämt sa att han begick 11 september-attackerna, med en referens till hans brittisk-pakistanska bakgrund. Det enkla omslaget har en silhuett av Malik framför tvillingtornen vid World Trade Center när de attackerades. Den brittisk-indiska tidningen, Business Standard ansåg att låten var "kränkande" och en "rasistisk attack" mot Malik.

## Diskografi

### Studioalbum
- 2009 – Straight Outta West B
- 2010 – I'm Black, You're White & These Are Clearly Parodies
- 2010 – A Very Rucka Christmas
- 2011 – Probably Racist
- 2011 – A Very Rucka Christmas: The 2nd Cumming
- 2012 – Rucka's World
- 2015 – Black Man of Steal
- 2017 – Everything is Racist